# 江坂任
江坂任（日語：江坂 任；1992年5月31日—），日本足球運動員，日本國家足球隊成員，司職中場，現效力日职球會岡山綠雉。

## 俱樂部生涯
江坂任1992年5月31日出生于兵库县三田市，高中就读于神户弘陵高校，不过在三年高中期间江坂任并没有得到参加全國高等學校足球錦標賽的机会。2011年高中毕业后的江坂任前往日本大学足球名校流通经济大学继续自己的生涯。在流通经济大学就读期间，他连续帮助球队获得总理大臣杯日本大学足球赛冠军和全日本大学足球选手权冠军，而个人也连续获得最佳射手的荣誉。
凭借在大学联赛中的出色发挥，2015赛季日乙联赛的球队群马草津温泉签下他，在球队中江坂任也在自己的新秀赛季中就成为了队中最佳射手，攻入13球帮助球队在日乙联赛中顺利保级。2016赛季江坂任加盟了日职联赛球队大宫松鼠，他在客场与鸟栖沙岩的比赛替补上场后攻入致胜进球，也是他在日职联赛的首粒进球。在加盟球队的首个赛季中便攻入了8球，帮助球队时隔11年再次闯入了天皇杯四强。
在本赛季开赛后大宫松鼠的成绩并不理想，经过在联赛积分榜末位，这也导致了主帅涉谷洋树的下课。不过新帅伊藤彰上任后马上让大宫松鼠换了在近五轮比赛取得了2胜2平1负的优异战绩。而全新的4-1-4-1阵型也成功带动了江坂任，此前联赛中仅攻入1球的他，在近五轮中攻入五球。在与鸟栖砂岩的比赛中江坂任攻入扳平比分的一球，而在同三支保级直接竞争对手的比赛中江坂任更是场场有进球入账，对阵新潟天鹅江坂任梅开二度帮助球队客场2-1取胜，客场对阵广岛三箭又是他率先进球帮球队取得领先，他的进球直接帮助球队8分。由于大宫后防核心队长菊地光将因伤长期缺阵，江坂任在本赛季下半段更是戴上了球队的队长袖标。
他曾经在连续的四场比赛中三次攻入致胜进球，其中两次还是接近90分钟的绝杀进球。在主场与川崎前锋的比赛中，85分钟后双方战成2-2平，此时江坂任接到队友身后直塞后，反越位过掉门将后将球打进，正当江坂任庆祝时，比赛却重新开始，这粒进球被当值主裁扇谷健司判为无效，其后仅仅两分钟后，他再次接到队友的精准传中，依然非常准确的将球打入对方的球门。
在大宫松鼠身披7号球衣的江坂任基本两年平均上场30多场比赛，打入合计15球，只是本赛季大宫降级到日乙，2018年再去到柏雷素尔成为球队近年的中场主力球员。
6月25日，浦和红钻官宣，柏雷素尔前场主力江坂任正式转会加盟球队，将身披浦和33号球衣。
蔚山现代官方宣布，引进浦和红钻的前日本国脚江坂任。

## 國家隊生涯
在2017年年初江坂任被选入了日本国家队备战2018年世界杯的备选名单。
2021年3月与韩国的比赛中首次代表国家队出场。在那场比赛中他角球助攻远藤航头球破门。

## 外部連結
- 江坂任 （页面存档备份，存于）在大宫松鼠官网中的档案
- 日本職業足球聯賽中的江坂任 （日語）
- 江坂任在 National-Football-Teams.com 上的出场纪录
- Soccerway資料庫：江坂任
- 江坂任 （页面存档备份，存于）的个人推特账号